# Domenico Montagnana
Domenico Montagnana   (Lendinara, 24 de juny de 1686 - Venècia, 6 de març de 1750) va ser un mestre luthier italià establert a Venècia, Itàlia. És considerat com un dels millors fabricants de violins i violoncels del seu temps. Les seves peces, especialment els seus violoncels, són buscades per orquestres, músics notables o col·leccionistes, i moltes formen part de col·leccions dels museus. El preu rècord d'aquest luthier va ser de 903.924 dòlars el 2010 per un violí.

## Biografia
El pare de Montagnana Paolo, era sabater. Va fabricar instruments musicals de corda (violins, violes, violoncels i contrabaix) a Venècia. Va ser aprenent al taller de Matteo Sella (probablement també relacionat amb Matteo Goffriller) i després va obrir la seva pròpia botiga, activa des de 1712, situada al carrer degli Stagneri, amb la insígnia "Alla Cremona".

Normalment, 1 cm més curt que un violoncel "forma B" fet per Stradivarius, i 2 cm més ample entre els combats en Do, el so característic d'un violoncel Montagnana és "gens complicat" de tocar (segons la descripció de Jacqueline du Pré del violoncel Montagnana interpretat per Martin Lovett) del Quartet Amadeus). Es pot colpejar amb força l'arc d'un violoncel Montagnana mentre toca, i el so continuarà sortint i esdevindrà més interessant. Com a contrast, per a un violoncel Stradivarius, en general, cal persuadir-lo (basat en una famosa descripció del Davidov) Stradivarius de Jacqueline du Pré feta suposadament per Yo-Yo Ma:
| « | "Les descontrolades qualitats fosques de Jackie anaven en contra del Davydov. per persuadir l'instrument. Com més l'ataques, menys torna". | » |

Montagnana va conèixer una veneciana que vivia al carrer degli Stagneri/barri de Santo Bartolomeo, Caterina Berti, amb qui es va casar. La parella vivia a Venècia i tenia sis filles.
Arran del naixement del seu darrer fill, Caterina va començar a patir una paràlisi progressiva, que va acabar amb la seva mort l'any 1748. Sembla que aquest cop final va ser massa per a Montagnana, que fins aleshores s'havia refugiat al seu taller i va passar molt més temps. Més temps del que és habitual en els detalls meticulosos dels seus instruments. La seva salut va començar a decaure ràpidament, per causes no especificades i, el febrer de 1750, estava postrat al llit. El seu certificat de defunció diu que va morir després d'haver estat tancat al seu llit durant un mes amb "hipocondria".
Va morir a Venècia, Itàlia, el 1750. El seu taller va ser heretat per Giorgio Serafin, nebot de Sanctus Seraphin.

## Llegat
Moltes de les seves peces encara estan en circulació, utilitzades per músics famosos o formen part de col·leccions públiques o privades. Els artistes que toquen o han tocat a Montagnanas inclouen Guilhermina Suggia, Stephen Kates, Lionel Tertis, Lynn Harrell, Mischa Maisky, Truls Mørk, Alfred Wallenstein, Josef Roismann, Steven Isserlis, Raphael Wallfisch, Yo-Yo Ma, Paul Watkins, Maurice Eisenberg, Emanuel Feuermann, Daniel Saidenberg, Orlando Cole, Sevak Avanesyan, Nathaniel Rosen, Boris Andrianov, Galen Kelch, Virgil Boutellis-Taft, Sylvia Lent, Ralph Kirshbaum, Ralph Kirshbaum, István Várdai, i Heinrich Schiff.

### Violoncels famosos
- Petunia (1733) - propietat de Yo-Yo Ma
- Ex-Romberg (1733) - cedit a Raphael Wallfisch
- Esquire (1723) - cedit a Harriet Krigjh
- Feuermann (1735) - Coleccionista suís, anteriorment propietat de Emmanuel Feuermann
- Ex-Servais (1738) - propietat de Nathaniel Rosen
- Mighty Venetian (1738) - propietat de Nathaniel Rosen, anteriorment propietat de Adrien-Francois Servais (1807-1866)
- Kates-Hancock (1739) - propietat de Stephen Kates fins al 2003
- La bella dorment (1739) - propietat de Heinrich Schiff
- Baró Steinheil (1740) (desconegut)
- Duquessa de Cleaveland (1740) (desconeguda)
- Montagnana (1710) - propietat de Guilhermina Suggia

### Violins famosos
- "Mackenzie" (1721)
- Ex-Bloomfield (1731)
- Ex-Régis Pasquier (1742) - interpretat per Virgil Boutellis-Taft

Cada any se celebra un festival internacional amb concerts on s'utilitzen alguns dels instruments de Montagnana a la seva ciutat natal, Lendinara.